# László Csizsik Csatáry
László Csizsik Csatáry (Mány, 4 de marzo de 1915-Budapest, 10 de agosto de 2013) fue un convicto y criminal nazi húngaro. Su nombre figuraba en la lista del Centro Simon Wiesenthal como uno de los criminales de guerra más buscados. Fue capturado el 18 de julio de 2012.

## Biografía
En 1944 fue nombrado Jefe de la Policía Real Húngara destinado en la ciudad de Kassa en Hungría (actual Košice en Eslovaquia), a cargo de un gueto judío. Ayudó a organizar la deportación de aproximadamente 15.700 judíos al campo de Auschwitz, durante la Segunda Guerra Mundial.
Fue condenado a muerte en 1948 en Checoslovaquia como criminal de guerra. Logró escapar a Canadá en 1949 antes de que se le aprobara la deportación y se estableció en Montreal, donde se convirtió en un comerciante de arte. Se le concedió la ciudadanía canadiense en 1955, pero le fue revocada en 1997 tras falsear datos, fue descubierto y abandonó voluntariamente el país dos meses después y se le prohibió volver. A los 97 años de edad fue encontrado en Budapest por los periodistas del diario británico The Sun, en julio de 2012. La operación de rastreo y caza fue patrocinada por la organización judía Centro Simon Wiesenthal, cuyo vocero oficial Efraim Zuroff confirmó la captura, previa localización por comunicadores del periódico británico "The Sun". 
El 18 de junio de 2013, la fiscalía general de Hungría le imputó varios cargos a Csatáry, varios de ellos configurados según la legislación internacional como crímenes de guerra, además de delitos cometidos contra personas vulnerables, indicando en los edictos de acusación que Abusó de los judíos y ayudó en la deportación de ellos a Auschwitz en el marco de la solución nazi al problema judío, en el curso de la IIda guerra mundial.
El portavoz del fiscal general de Budapest se pronunciaría sobre el caso así: "Le han sido imputados cargos por varias ejecuciones extrajudiciales, aparte de tortura de personas, (además de) cometer crímenes de guerra; parcialmente como victimario, parcialmente como cómplice".  Falleció el 10 de agosto de 2013 en un hospital de Budapest, mientras se encontraba bajo arresto domiciliario, a causa de una neumonía, sin ser juzgado por los cargos a él imputados.

## Acusación y denegación
László Karsai, el principal historiador del Holocausto húngaro e hijo de un sobreviviente del Holocausto, dijo:

Csatáry era una presa chica. [Yo] puedo nombrarle a más de 2,000 individuos responsables de peores crímenes que los que se le imputan a Csatáry. El dinero gastado en tratar de cazar y capturar a estas personas debería ser invertido en combatir la propaganda de aquellos quienes nieguen tan enérgicamente al Holocausto judío hoy día. Sinceramente, lo que yo le pido al señor Zuroff, en bien de su dignidad y buen nombre, sería que dejara de hacer lo que está haciendo, ¿Y que quiero decir? pues que, con los métodos usados por la organización que usted representa, con tan pocas pruebas, su operación trata de llevar personas a través de falsas acusaciones, a la justicia. Esto no se puede hacer a cualquier persona, no se puede hacer, incluso a un ex oficial de la gendarmería tampoco...

Karsai acusó a Zuroff de ser un histérico y narcisista cazador de nazis, cuyo fin sería únicamente el de trabajar sólo para ganarse la vida, y afirmó que el Centro Wiesenthal hizo una publicidad tan efusiva al caso sólo con el fin de justificar su propia existencia ante sus patrocinadores.
En 2014, se publicó un libro de Sándor Verbovszki titulado "A la sombra de Košice: el caso Csatary a la luz de los documentos" (en húngaro: Kassa Árnyékában: A-Csatary úgy un dokumentumok tükrében). Según las informaciones y citas obtenidas libros y testimonios recaudados, sitúan a Csatary como un gerdarme que estuvo estacionado en otro lugar, diferente al que ocurrieron los crímenes, y por lo tanto debe ser exonerado de crímenes de guerra, según los archivos de libros y la base de datos colectada en los registros en el Archivo Nacional de Hungría.